# Кудремукх
Кудуремука — горная цепь и пик, расположенные в округе Чикмагалур, Карнатака, Индия. Под этим же названием известны и станция и небольшой горняцкий городок, расположенные недалеко от горы, примерно в 48 км от города Каркала и примерно в 20 км от Каласы — небольшого священного города. Название «Kuduremukha» в буквальном переводе с языка каннада значит «лошадиная морда» и дано горе за то, что с определённой точки зрения её живописный вид действительно напоминает морду лошади. Другое название горы, теперь устаревшее — «Samseparvata» по находящейся рядом деревне Самсэ. Кудерумук — третья по высоте гора штата Карнатака после Муллаянагири и Баба-Будангири. Ближайший к горе международный аэропорт находится в Мангалуре, расстояние до которого составляет 99 км.

## Расположение
Национальный парк Кудермук (расположен между 13°01’00" и 13°29’17" северной широты и 75°00’55' и 75°25’00" восточной долготы) — вторая по величине охраняемая территория в Западных Гатах, он занимает площадь 600,32 км², территория парка покрыта влажными вечнозелёными тропическими лесами. Национальный парк Кудремук располагается на территории округов: Южная Каннада, Удипи и Чикмагалур. Западные Гаты — один из 35 основных центров биологического разнообразия в мире. Национальный парк Кудермук является одним из центров охраны тигра, соответствующая работа в нём ведётся под совместным управлением Wildlife Conservation Society (WCS) и WWF-США.

## География
Южная и западная границы парка проходят по крутому склону Западных Гат, высоты здесь варьируются от 100 до 1892 м над уровнем моря. Северная, центральная и восточная части парка заняты цепями пологих холмов, растительность здесь — естественные луга с островками горного тропического леса. Среднегодовая норма осадков — 7000 мм, именно поэтому леса здесь вечнозелёные.

## Национальный парк
В 1983—1984 на территории нынешнего парка детально исследовались расселение и динамика популяций находящегося под угрозой вида обезьян — вандеру, исследование проводилось по всему штату Карнатака при поддержке правительства Карнатаки. Было выяснено, что подходящий для этих обезьян обширный тропический лес находится именно в горах Курдемук, что там, скорее всего, обитает самая большая в Западных Гатах популяция вандеру — самая большая вне региона Малабар. В дальнейшем также выяснилось, что именно вандеру могут использоваться как вид-индикатор, позволяющий судить о состоянии окружающей среды, а также как повод для охраны территории их обитания. На основании отчётов по этой исследовательской работе был создан нынешний национальный парк Кудремук, но пока это был просто заповедник. Впоследствии, в 1987, правительство Карнатаки объявило его национальным парком.
Национальный парк Кудремук частично занят густыми тропическими лесами на холмах, от равнин морского побережья до горных лесов Западных Гат. Он лежит на территориях 3 уже упомянутых выше округов. Гора Кудремук, по которой национальный парк получил своё название, является его высочайшим пиком (1892 м над уровнем моря). Холмы, принимающие на себя основные удары муссонов, делают невозможным рост деревьев на их вершинах. Кроме того, данный регион богат магнитным железняком, железистые почвы также не способствуют бурному росту растений. В результате большую часть парка занимают естественные луга. Долины между холмами, напротив, обеспечивают определённую защиту от ветра, именно в них растут леса, обладающие уникальным микроклиматом. Общий вид холмистой равнины с узкими лентами лесов — фантастичен.
На территории заповедника находятся истоки 3 важных рек: Тунги, Бхадры и Нетравати. Здесь же — в пещере — находятся святилище богини Бхагавати и статуя бога Варахи высотой 1,8 м. Реки Тунга и Бхадра свободно текут через территорию парка, водопад Кадамби привлекает туристов-водников. В национальном парке встречаются такие животные как: находящаяся на грани исчезновения малабарская цивета, медведь-губач, красный волк, олень-аксис.

## Противостояние идее национального парка
Люди, живущие на территории национального парка, не хотят жить в заповеднике. Их интересы отстаивает Kudremukh Rashtriya Udyana Virodhi Okoota, неправительственная организация. Стараясь сдержать предполагаемую партизанщину на этих землях, 10 июля 2007 полиция открыла огонь по активистам этой организации и убила пятерых предполагаемых партизан.

## Природоохранная деятельность
Кудремук — это тигриный заповедник, часть более крупного тигриного заповедника Бхадра.

## Экология
На территории парка встречается множество видов краснокнижных крупных млекопитающих, в том числе три основных хищных вида: тигр, леопард и красный волк. Среди добычи этих хищников можно назвать такие виды как: гаур, олень-замбар, кабан, мунтжаки, оленьковые, индийский макак, различные тонкотелые обезьяны, вандеру.
Влажный климат и огромная водоудерживающая способность горных лугов и лесов привели к появлению в регионе множества постоянных рек и речек, являющихся притоками трёх основных рек парка: Тунги, Бхадры и Нетравати, эти три реки значимы и как существенные водные артерии для штатов Карнатака и Андхра-Прадеш. В горах заповедника также есть заброшенная ферма Волчье логово.

## Горняцкий городок
Городок Кудремук появился в первую очередь как горняцкий городок на месте, где компания Kudremukh Iron Ore Company Ltd. (KIOCL) начала добычу железной руды. Эта компания проработала почти 30 лет, но была закрыта в 2006 по экологическим соображениям. Она также способствовала экотуризму на территории парка и настаивала на продлении договора об аренде земли ещё на 99 лет. Однако специалисты по охране природы воспротивились такому варианту событий на основании того, что территории парка нужно дать отдохнуть, чтобы она восстановилась. В результате договор об аренде земли с целью добычи железной руды на территории национального парка был прекращён 24 июля 1999.